# Diplazium zakamenense
Diplazium zakamenense là một loài thực vật có mạch trong họ Woodsiaceae. Loài này được (Tardieu) Rakotondr. miêu tả khoa học đầu tiên năm 1988.